# Tampa
Cet article concerne la ville de Floride. Pour les autres significations, voir Tampa (homonymie).
Tampa (en anglais [ˈtæmpə]) est une ville américaine, siège du comté de Hillsborough sur la côte occidentale de l'État de Floride. Elle se situe à environ 300 km au nord-ouest de Miami, sur la baie de Tampa. Redécouverte au début du XVIe siècle par les Espagnols, la ville est fondée autour du fort Brooke et connaît un véritable essor après la découverte du phosphate en 1883.
Avec 384 959 habitants lors du recensement des États-Unis de 2020, elle constitue la troisième ville la plus peuplée de Floride après Jacksonville et Miami. Elle est à la fois une ville portuaire et un centre de villégiature. L'agglomération (MSA) de Tampa, St. Petersburg et Clearwater, qui s'étend sur quatre comtés, regroupe environ 2,7 millions d'habitants. L'aire urbaine de la baie de Tampa regroupe un peu plus de quatre millions d'habitants avec l'agglomération de Sarasota, derrière l'aire métropolitaine de Miami, qui compte plus de six millions d'habitants. L'économie de Tampa repose sur l'exportation du phosphate, la pêche et le tourisme.

## Histoire

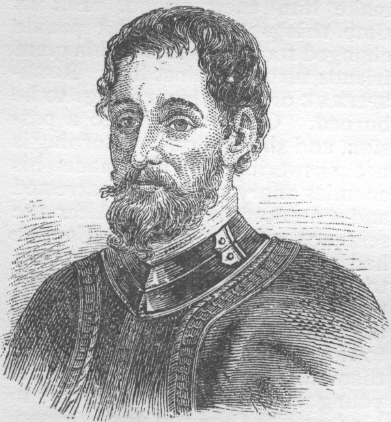
Hernando de Soto.

Divers peuples autochtones occupaient déjà la région plusieurs millénaires avant notre ère.
Le mot « Tampa » est d'origine Calusa, une tribu indienne occupant la région à l'époque précolombienne. Ce nom apparaît pour la première fois dans les Mémoires d’Hernando de Escalante Fontaneda (1575), un conquistador espagnol qui avait passé 17 années prisonnier des Calusa'. Selon l’archéologue Jerald Milanich, le village amérindien se situait sur l’estuaire de Charlotte Harbor. Lorsque les Espagnols explorèrent la région, ils trouvèrent des villages tocobagas et calusas installés autour de la baie de Tampa (comtés actuels de Pinellas et Manatee). Ils vivaient des ressources maritimes (poissons et coquillages).
Le conquistador Pánfilo de Narváez fut le premier Européen à découvrir la région de Tampa en avril 1528. L'année suivante, c'est un autre Espagnol, Hernando de Soto qui secourut les membres de l'expédition de Narvaez. Un traité de paix a été conclu avec les indigènes et un éphémère poste espagnol fut établi : les Espagnols l'abandonnèrent rapidement à cause de la résistance des Amérindiens et parce qu'il n'y avait pas d'or. Les maladies apportées par les Européens provoquèrent une baisse rapide de la population autochtone. Au XVIIIe siècle, la région de Tampa vit l’installation de pêcheurs cubains, dans l’actuel quartier de Hyde Park.
Lorsque la Grande-Bretagne acquit la Floride en 1763, la baie fut baptisée Hillsborough Bay. Après une seconde période de domination espagnole, le Territoire de Floride intégra les États-Unis en 1821. Une expédition armée américaine fut lancée sur Angola, un village constitué par des esclaves fugitifs sur la côte orientale de la baie de Tampa,. Par le traité de Moultrie Creek (1823), une réserve indienne fut créée à l’intérieur de la péninsule de Floride. Des forts et de postes de commerce furent aménagés pour renforcer le contrôle des régions marécageuses du Sud : le fort Brooke fut construit par les colonels George Mercer Brooke et James Gadsden à l’embouchure de l’Hillsborough River sur le site de l’actuel centre des congrès de Tampa. Mais il faut attendre la fin des guerres séminoles et le départ des Amérindiens pour que le peuplement blanc se développe vraiment. Quatre ans après l’entrée de la Floride comme 27e État des États-Unis, le Village of Tampa fut fondé : il comptait alors 185 habitants, parmi lesquels figuraient les hommes du Fort Brooke. Selon le premier recensement américain, la localité avait 974 résidents en 1850. Le 15 décembre 1855, Tampa devint officiellement une ville (town en anglais) et le juge Joseph B. Lancaster devint son premier maire en 1856.

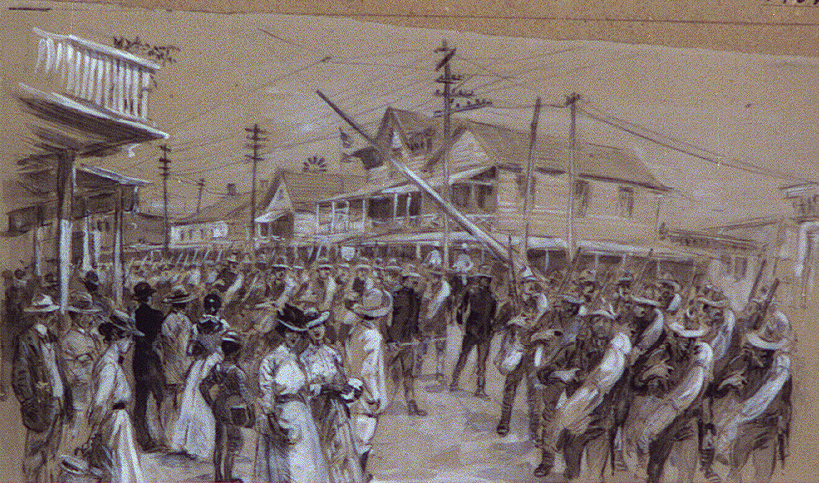
Tampa à la fin du XIXe siècle.

Pendant la guerre de Sécession, la Floride se rangea aux côtés des Confédérés. Les Nordistes mirent en place un blocus maritime du littoral. La loi martiale fut proclamée à Tampa en janvier 1862 et la municipalité cessa ses activités pendant le conflit. Au cours de la bataille de Tampa (30 juin-1er juillet 1862), les navires de guerre nordistes bombardèrent le fort Brooke sans résultat décisif,. En revanche, pendant la bataille de Fort Brooke (17-18 octobre 1863), des troupes nordistes réussirent à débarquer. Les Sudistes furent défaits en avril 1865 et le mois suivant, l'armée fédérale occupa le Fort Brooke où elle resta le temps de la période de Reconstruction, jusqu'en 1869.
Le développement de la ville fut rendu difficile par son relatif isolement et par la présence de moustiques véhiculant la fièvre jaune. Les années 1860-1870 furent ainsi marquées par plusieurs épidémies qui incitèrent les habitants à fuir. En 1869, les citoyens votèrent l’abolition du gouvernement municipal de Tampa dont la population n’excédait pas 800 personnes selon le recensement de 1870. Le fort Brooke fut abandonné en 1883 et complètement détruit.
En 1920, Tampa comptait près de 38 000 habitants. La croissance de la ville tient à la découverte de phosphates en 1883 à Bone Valley. À partir de cette date, le port de Tampa développa ses exportations. La ville fut désenclavée par le chemin de fer (1885) et devint aussi à cette époque un grand centre de production de cigares, lorsque Vicente Martinez Ybor délocalisa ses manufactures de tabac de Key West à Tampa (1886). Le tabac était importé de Cuba et transformé par des ouvriers cubains et espagnols. À son apogée, Ybor City comptait près de 12 000 tabaqueros (ouvriers du cigare) dans 200 manufactures. Ybor City produisait jusqu'à environ 700 millions de cigares par an. Les cigares étaient ensuite acheminés dans le reste du pays par le train ou par bateau. La ville connut un essor démographique et attira des commerçants siciliens et juifs. C’est à cette époque que se développa la bolita, un jeu de loterie particulièrement populaire parmi les classes modestes. Dans les années de la Prohibition, le crime organisé connut un essor à Tampa sous la direction de Charlie Wall puis de l’Italien Santo Trafficante dans les années 1950. Son fils lui succéda (Santo Trafficante Junior) et étendit ses activités jusqu’à New York et Cuba,. Une série de procès mit un terme à la corruption des élites municipales dans les années 1950.
En 1891, Henry B. Plant fit construire le Tampa Bay Hotel dans le style mauresque alors en vogue. Long de 400 mètres et comptant plus de 500 chambres, il fut doté de l’éclairage électrique et du premier ascenseur de la ville. L’édifice témoigne de l’essor de tourisme en Floride dans les dernières années du XIXe siècle. Trois ans après sa fermeture en 1930, ses locaux furent repris par l’université de Tampa.
Pendant la Guerre hispano-américaine en 1898, Tampa servit de camp d’entraînement militaire et de centre d’embarquement pour les troupes, dont celles de Theodore Roosevelt. En 1921, un terrible ouragan s'abattit sur la ville, submergeant le fameux Bayshore Boulevard sous plus de six mètres d'eau. Tampa se releva des décombres et atteignit un niveau de croissance sans précédent. En 1935, un autre ouragan souffla sur Tampa, faisant cette fois des centaines de victimes dans le sud de la Floride.
Dans les premières décennies du XXe siècle, l'industrie du tabac constitua la principale activité de la ville avec près de 500 millions de cigares produits en 1929. Pendant la Seconde Guerre mondiale, la base militaire de MacDill (MacDill Air Force Base) fut aménagée ainsi que d’autres bases auxiliaires. Elles employaient des milliers de soldats et étaient une importante source de revenu pour la ville. L’aéroport international de Tampa occupe aujourd’hui[Quand ?] deux des bases auxiliaires. En 1956 fut créée l'université de Floride du Sud. En 1967 puis en 1989, East Tampa fut le théâtre d’émeutes raciales. Le 5 janvier 2002 quatre mois après les attaques terroristes contre le World Trade Center à New York, un pilote amateur de 15 ans s’écrasa avec son Cessna sur la Bank of America Tower dans le centre-ville. Aujourd'hui, Tampa, comme le reste de la Floride, attire les retraités du nord du pays.

## Géographie

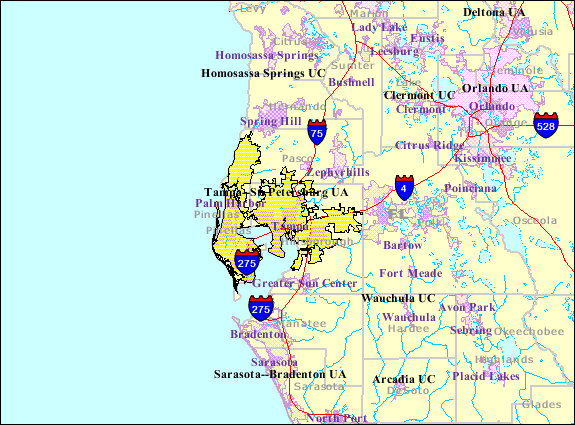
Aire urbaine de Tampa.

### Topographie
Selon le Bureau du recensement américain, la commune de Tampa s’étend sur 441,9 km2 dont 34,3 % se trouvent sous l’eau (58,5 km2)[pas clair]. Le point le plus élevé de la ville se trouve à seulement 15 mètres au-dessus du niveau moyen de la mer. Tampa est bordée par deux baies ouvertes sur le golfe du Mexique : Old Tampa Bay et Hillsborough Bay. La Hillsborough River se jette dans la Baie d’Hillsborough et représente la principale source d’eau douce pour la ville. Un autre cours d’eau, la Palm River coule à l’est de Tampa et se jette dans la baie de McKay.

### Géologie
À Tampa se trouve le site de Ballast Point, une formation de craie datant de l'Oligocène et riche en fossiles tels que des mollusques(bivalves, gastéropodes), des bryozoaires ou des ichnofossiles.

### Climat
Tampa possède un climat subtropical humide (Cfa dans la classification de Köppen), comme le reste de la Floride méridionale. Le total annuel moyen des précipitations est de 1 137 mm. L’été est chaud (environ 33 °C le jour, 23 °C la nuit) et humide : il s’agit de la saison des pluies qui s’étend entre mai et octobre. Les orages sont alors fréquents et parfois meurtriers. Tampa reçoit en moyenne 524 mm de pluie entre juillet et septembre 157 mm entre novembre et janvier. Août est le mois le plus arrosé de l’année (193 mm), alors que novembre est le plus sec (41 mm).
L'hiver peut être marqué par quelques jours de gel lorsque la région est envahie par une cold wave. En 1899, Tampa fut affectée par une vague de froid et le blizzard,. Le dernier épisode neigeux significatif remonte au 19 janvier 1977 (0,5 cm) et paralysa la ville.
Les températures maximales évoluent généralement entre 18 et 35 °C. Le record de chaleur (37 °C) a été enregistré le 5 juin 1985 ; le record de froid est de −7,8 °C le 13 décembre 1962.
| Mois                              | jan. | fév. | mars | avril | mai  | juin  | jui.  | août  | sep.  | oct. | nov. | déc. | année   |
| --------------------------------- | ---- | ---- | ---- | ----- | ---- | ----- | ----- | ----- | ----- | ---- | ---- | ---- | ------- |
| Température minimale moyenne (°C) | 10   | 10,9 | 13,6 | 16    | 19,7 | 22,7  | 23,6  | 23,6  | 22,7  | 18,4 | 14,3 | 11,3 | 17,2    |
| Température moyenne (°C)          | 15,5 | 16,4 | 19,2 | 21,8  | 25,2 | 27,4  | 28    | 28    | 27,2  | 23,8 | 19,7 | 16,8 | 22,4    |
| Température maximale moyenne (°C) | 21   | 21,9 | 24,8 | 27,6  | 30,7 | 31,9  | 32,3  | 32,3  | 31,7  | 29,1 | 25,4 | 22,3 | 27,6    |
| Précipitations (mm)               | 50,5 | 78,2 | 76,5 | 29,2  | 78,7 | 139,2 | 167,1 | 193,3 | 151,9 | 51,3 | 45   | 54,6 | 1 115,5 |

### Communes environnantes
| Nord-ouest : Oldsmar, Palm Harbor, Tarpon Springs, Dunedin, Egypt Lake | Nord : Lutz, Land O' Lakes, Carrollwood     | Nord-est : Temple Terrace, Thonotosassa, Wesley Chapel, Mango     |
| Ouest : Clearwater, Clearwater Beach, Largo, Indian Rocks Beach        | Tampa                                       | Est : Brandon, Seffner, Valrico, Plant City, Lakeland, East Tampa |
| Sud-ouest : St. Petersburg, Treasure Island, St. Pete Beach            | Sud : Apollo Beach, Ruskin, Sun City Center | Sud-est : Riverview, Gibsonton, Boyette                           |

## Urbanisme

### Architecture

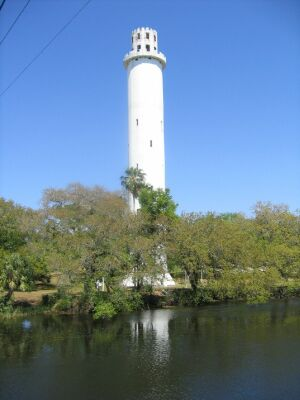
Sulphur Springs Water Tower.

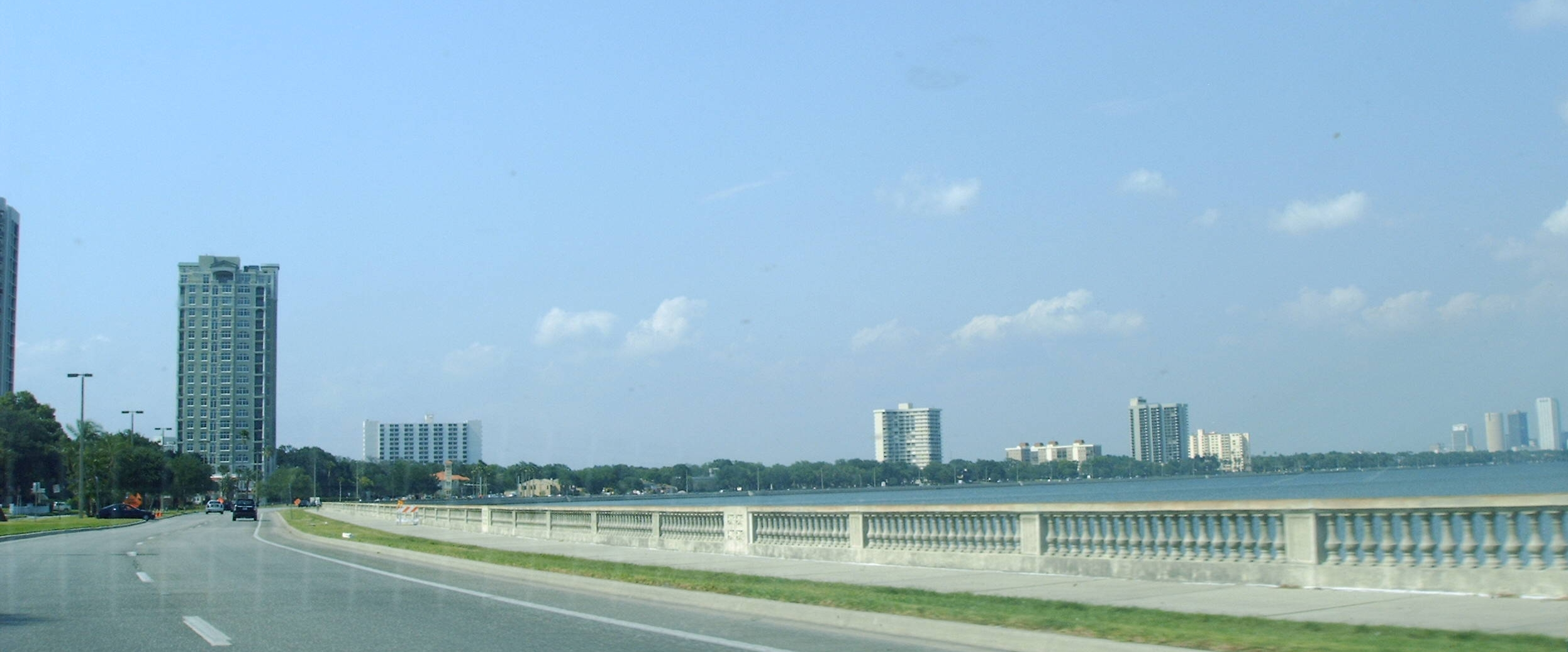
Boulevard Bayshore.

Le quartier des affaires de Tampa compte 18 gratte-ciel de plus de 76 mètres de hauteur. 100 North Tampa est le plus élevé avec 42 étages et 176 mètres. Achevé en 1992, il est le plus haut immeuble de Floride en dehors de Miami et de Jacksonville. Les autres tours les plus importantes sont le SunTrust Building, Sykes Building, SkyPoint Condominium, Towers of Channelside, et le Bank of America Building. Le Rivergate building, est un bâtiment cylindrique surnommé Beer Can building par les habitants de Tampa. Il servit de cadre au film The Punisher (2004).
Tampa abrite par ailleurs plusieurs bâtiments historiques : la Sulphur Springs Water Tower, construite dans les années 1920, le Babe Zaharias Golf Course acheté en 1949 par Babe Zaharias, et ouvert au public en 1974 et surtout le Tampa Bay Hotel.
Le quartier d'Ybor City est classé au National Register Historic District. Il compte de nombreux bâtiments historiques parmi lesquels deux anciennes fabriques de cigares, le El Pasaje Hotel, le Ritz Theatre ou encore la Ferlita Bakery, qui accueille désormais le Ybor City State Museum.
Dans le Tampa Municipal Office Building, les visiteurs peuvent admirer une fresque de Lynn Ash, The Story of Tampa (122 cm × 244 cm) exécutée en 2003. Une promenade piétonnière est en cours de réalisation le long de la Hillsborough River et devrait s'étendre de Channel District à Tampa Heights. La municipalité a plusieurs projets pour la ville : le développement du centre, la Tampa Riverwalk, la relocalisation de plusieurs musées (Tampa Bay History Center, Tampa Children's Museum, Tampa Museum of Art).

### Quartiers
Les principaux quartiers officiels de Tampa sont : Downtown Tampa, New Tampa, West Tampa, East Tampa, North Tampa, et South Tampa.
Les autres quartiers sont : Ybor City, Forest Hills, Sulphur Springs, Seminole Heights, Tampa Heights, Beach Park, Palma Ceia, Hyde Park, Tampa Palms, College Hill et les zones non-résidentielles de Gary et du Westshore Business District.

## Démographie
Tampa est la troisième commune la plus peuplée de Floride après Jacksonville et Miami. Elle est la 57e ville la plus peuplée des États-Unis. L’agglomération (MSA) de Tampa-St. Petersburg-Clearwater, qui s’étend sur quatre comtés, regroupe environ 2,7 millions d’habitants et se classe en deuxième position de l’État et en 20e position au niveau national.
| Groupe            | Tampa | Floride | États-Unis |
| ----------------- | ----- | ------- | ---------- |
| Blancs            | 62,9  | 75,0    | 72,4       |
| Afro-Américains   | 26,2  | 16,0    | 12,6       |
| Autres            | 3,9   | 3,6     | 6,4        |
| Asiatiques        | 3,4   | 2,4     | 4,8        |
| Métis             | 3,2   | 2,5     | 2,9        |
| Amérindiens       | 0,4   | 0,4     | 0,9        |
| Total             | 100   | 100     | 100        |
|                   |       |         |            |
| Latino-Américains | 23,1  | 22,5    | 17,37      |

Entre 2012 et 2016, le revenu par habitant était en moyenne de 31 605 dollars par an, au-dessus de la moyenne de la Floride (27 598 dollars) et des États-Unis (29 829 dollars).Toutefois, 21,2 % des habitants de Tampa vivaient sous le seuil de pauvreté (contre 14,7 % dans l'État et 12,7 % à l'échelle du pays).
Seulement 48,4 % des habitants sont propriétaires de leur logement, contre 64,8 % au niveau de l'État et 63,6 % au niveau national.
Enfin, 16,0 % de la population ne possède pas d'assurance maladie, contre 15,3 % au niveau de l'État et 10,1 % au niveau national.
Selon l'American Community Survey, pour la période 2011-2015, 74,70 % de la population âgée de plus de 5 ans déclare parler l'anglais à la maison, 18,15 % déclare parler l'espagnol, 0,90 % le créole haïtien, 0,76 % l'arabe, 0,58 % le vietnamien et 4,91 % une autre langue.
D’après une étude de l’UCLA en 2006, Tampa possède l’une des plus importantes proportions de gays et lesbiennes (6,1 % des habitants). L’agglomération de la baie de Tampa est la cinquième du pays avec 5,9 % de LGBT.
| 1850 | 1870 | 1880 | 1890  | 1900   | 1910   |
| ---- | ---- | ---- | ----- | ------ | ------ |
| 974  | 796  | 720  | 5 532 | 15 839 | 37 782 |

| 1920   | 1930    | 1940    | 1950    | 1960    | 1970    |
| ------ | ------- | ------- | ------- | ------- | ------- |
| 51 608 | 101 161 | 108 391 | 124 681 | 274 970 | 277 714 |

| 1980    | 1990    | 2000    | 2010    | 2020    | - |
| ------- | ------- | ------- | ------- | ------- | - |
| 271 523 | 280 015 | 303 447 | 335 709 | 384 959 | - |

## Économie
Les principaux secteurs économiques de Tampa sont les services, les commerces de détail, la finance, les assurances et l’immobilier. Environ 740 000 personnes travaillent dans le comté d’Hillsborough, un chiffre qui devrait augmenter jusqu’à 922 000 vers 2015. En 2004, le taux de chômage s’élevait à 3,4 %.
Le district scolaire du comté d’Hillsborough, la base aérienne de MacDill, l’entreprise Verizon Communications et l’université du Sud de la Floride sont les principaux employeurs de la ville avec chacun plus de 12 000 salariés.
Le secteur secondaire est diversifié : la ville fabrique toujours des cigares. Les industries lourdes ont été touchées par la crise dans les années 1970. Les industries agro-alimentaires, les brasseries (Anheuser-Busch et Pabst), les usines d’engrais, de pesticides et de papier occupent encore une place importante.
De nombreuses banques et entreprises de télécommunication maintiennent des bureaux régionaux dans le quartier des affaires. Parmi les sociétés ayant leur siège dans l’agglomération de Tampa, on peut citer : 
- OSI Restaurant Partners dans le domaine de la restauration : elle possède quelque 1 200 restaurants aux États-Unis et dans 20 pays étrangers. Elle emploie environ 70 000 personnes.
- WellCare Health dans le domaine de la santé
- TECO dans le domaine de l’énergie, emploie environ 5 700 personnes
- Walter Industries, un conglomérat aux activités diversifiées (construction, finances, produits industriels, charbon, gaz naturel)
- Raymond James Financial
- Rooms to Go : la plus grande chaîne d’ameublement des États-Unis ; elle possède une centaine de magasins dans les États du Sud-Est.
- Ferman Automotive Group : organisation de concessionnaire de véhicules, fondée en 1895
- Global Imaging Systems : bureautique et services
- Brown & Brown : assurances
- Skyes Enterprises : services aux entreprises
- Checkers Drive-In Restaurants : restauration
- Maritrans : pétrole
- SRI/Surgical Express : matériel chirurgical
- Syniverse Technologies Inc.

L’agglomération de Tampa possède plusieurs entreprises de haute technologie qui travaillent dans les instruments scientifiques (plus de 10 600 employés), dans les techniques médicales (4 600 personnes) et la recherche pharmaceutique (2 300 personnes).
- Bausch & Lomb
- Esprit Health

- Finances : Citigroup, JPMorgan Chase, Depository Trust & Clearing Corp. et MetLife sont présentes à Tampa.

Tampa est également un important centre de conventions : les équipements de la ville sont nombreux. Le Tampa Convention Center situé près de Harbour Island possède des salles de réunion, 600 chambres d’hôtel, des salles de réception et de concert. Le Sun Dome de l’université du Sud de la Floride peut accueillir 11 500 personnes pour des concerts, des conférences ou des spectacles.
Le port de Tampa est le septième des États-Unis et le premier de Floride par le tonnage total (environ 50 millions de tonnes de marchandises,,). Il est la porte de l’Amérique latine aux États-Unis. L’essentiel de son trafic est constitué de vracs et de phosphates
Il est le deuxième port de croisière derrière Miami et un port de pêche à la crevette important. Il existe également des chantiers de réparation navale dans la zone portuaire.
Générant chaque année 40 000 emplois et des revenus de 1,7 milliard de dollars, le secteur touristique est à lui seul le troisième employeur de la région.
Tampa est le siège de la Second District Court of Appeal, l'une des cinq cours d'appel de l'État de Floride.

## Transports

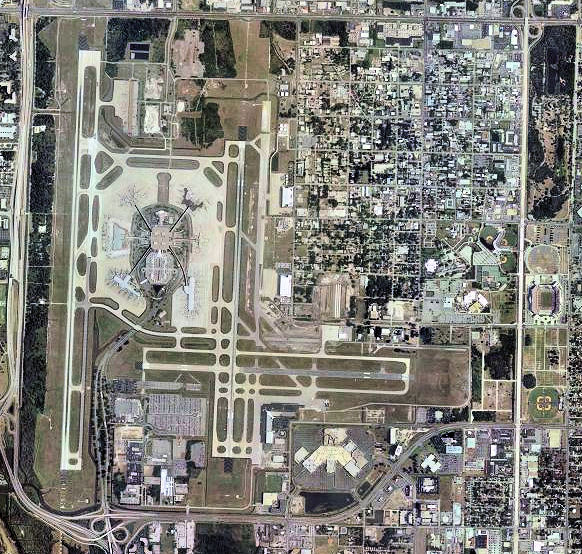
Vue de l'aéroport international de Tampa.

Tampa possède un aéroport international (Tampa International Airport, code AITA : TPA). L’aéroport fait travailler quelque 8 000 personnes dans la ville.
En 2009, presque 17 millions de passagers sont passés par cet aéroport, le situant en 26e position parmi les aéroports nord-américains.
Les autres aéroports : 
- Peter O. Knight Airport, sur Davis Islands

Les routes : 
- Interstate (nord-sud : Interstate 275)
- Interstate 4
- Interstate 75
- State Road 60
- U.S. Highway 41
- 'Lee Roy Selmon Expressway'
- 'Florida State Road 589'
- 'Florida State Road 568'

Les transports en commun sont gérés par la Hillsborough Area Regional Transit Authority (HARTline). La TECO Line relie le centre à Ybor City, avec des arrêts au Tampa Convention Center, au St. Pete Times Forum, Channelside, au terminal des croisières du port et à l’aquarium de Floride.
Tampa possède également une ligne de tramways historiques, ainsi qu'une gare ferroviaire avec des liaisons vers Miami et New York.

## Éducation
Les établissements d’enseignement primaire et secondaire du secteur public sont administrés par le district scolaire du comté de Hillsborough, le troisième de l’État par le nombre d’élèves.
En 2003-2004, il comptait 175 454 élèves répartis dans 130 écoles élémentaires, 42 collèges et 26 lycées.
Liste des universités et des collèges de la ville : 
- Université du Sud de la Floride : 12 500 employés[47], 46 174 étudiants en 2008[48] ; elle est la neuvième université publique des États-Unis par le nombre d’étudiants[48] ; elle est reconnue pour la recherche sur les énergies renouvelables (Clean Energy Research Center) et la recherche médicale[48] ; budget annuel : 1,8 milliard de dollars[49]
- Université de Tampa : 9 605 étudiants (2020)[50]
- Hillsborough Community College
- Everest University
- Stetson University College of Law
- Strayer University
- Tampa College
- Florida College
- Hillsborough Community College
- Education America–Tampa Technical Institute Campus
- ITT Technical Institute

La John F. Germany Library est la bibliothèque municipale située dans le centre-ville. Le réseau des bibliothèques annexes dans les quartiers compte 21 branches. La bibliothèque municipale possède plus de quatre millions d’ouvrages. Il existe par ailleurs de nombreuses bibliothèques universitaires.

## Santé
Les infrastructures de santé sont nombreuses à Tampa : un centre de recherche sur le cancer (H. Lee Moffitt Cancer Center and Research Institute), plus de 12 hôpitaux (James A. Haley VA Medical Center, Tampa General Hospital, Tampa Shriners Hospital, etc.) et deux écoles de médecine.
Parmi les institutions de recherche médicale, l’USF College of Medicine est l’une des plus réputées de la ville. Le Byrd Alzheimer's Research Center, fondé en 2002 par l’État de Floride sur le campus de l’USF campus, est l’un des plus grands centres du monde consacrés à la recherche sur la maladie d'Alzheimer.

## Culture

### Musées
- Tampa Bay History Center
- Tampa Children's Museum
- Tampa Museum of Art : collection d’art antique (Grèce, Rome)
- Henry B. Plant Museum : arts décoratifs et meubles de l’époque victorienne
- Contemporary Art Museum (sur le campus de l’USF)
- Graphicstudio
- Ybor City State Museum : histoire du cigare et de la communauté latino-américaine

Galeries :
- Florida Center for Contemporary Art
- Lee Scarfone Gallery
- Gallery HOP

### Arts du spectacle
- Tampa Theatre
- Tampa Bay Performing Arts Center

Troupes :
- American Stage
- Stageworks
- Alley Cat Players
- Carollwood Players
- Ballet Folklorico of Ybor : danses hispano-américaines
- Kuumba Dancers and Drummers

Musique :
- Florida Orchestra
- Master Chorale
- Tampa Bay Chamber Orchestra
- Tampa Oratorio

De nombreux groupes de death metal de premier plan sont originaires de Tampa, tels que Deicide, Six Feet Under, Obituary, Death et Morbid Angel. La scène de Tampa a grandi sous le patronage du studio Morrisound Recording, situé en banlieue à Temple Terrace, où de nombreux albums de metal ont été enregistrés.

### Festivals et événements culturels
Fondé en 1967, l’Arts Council of Hillsborough County est l’organisation qui s’occupe de la culture à Tampa.
Gasparilla Pirate Festival tous les ans depuis 1904 le dernier samedi de janvier. Son nom vient du pirate légendaire John Gaspar. Il attire environ 400 000 visiteurs. Une parade costumée défile le long du Bayshore Boulevard. Les festivités se terminent par le Fiesta Day à Ybor City. La Florida State Fair est une foire qui dure douze jours au mois de février. L’Outback Bowl se déroule le 1er janvier au Raymond James Stadium. 
- Tampa International Gay and Lesbian Film Festival
- Winter Equestrian Festival
- Florida Dance Festival
- Guavaween Halloween Festival : le 31 octobre, une fête de rue qui se passe à Ybor City.
- Greater Hillsborough County Fair
- Tampa-Hillsborough County Storytelling Festival
- First Night : festival des arts le 31 décembre
- Hot Rod and Street Machine Nationals.

Les quartiers les plus animés la nuit sont ceux de Channel District, Ybor City, Soho, International Plaza and Bay Street, Old Hyde Park Village et Seminole Hard Rock.

### Tourisme et loisirs

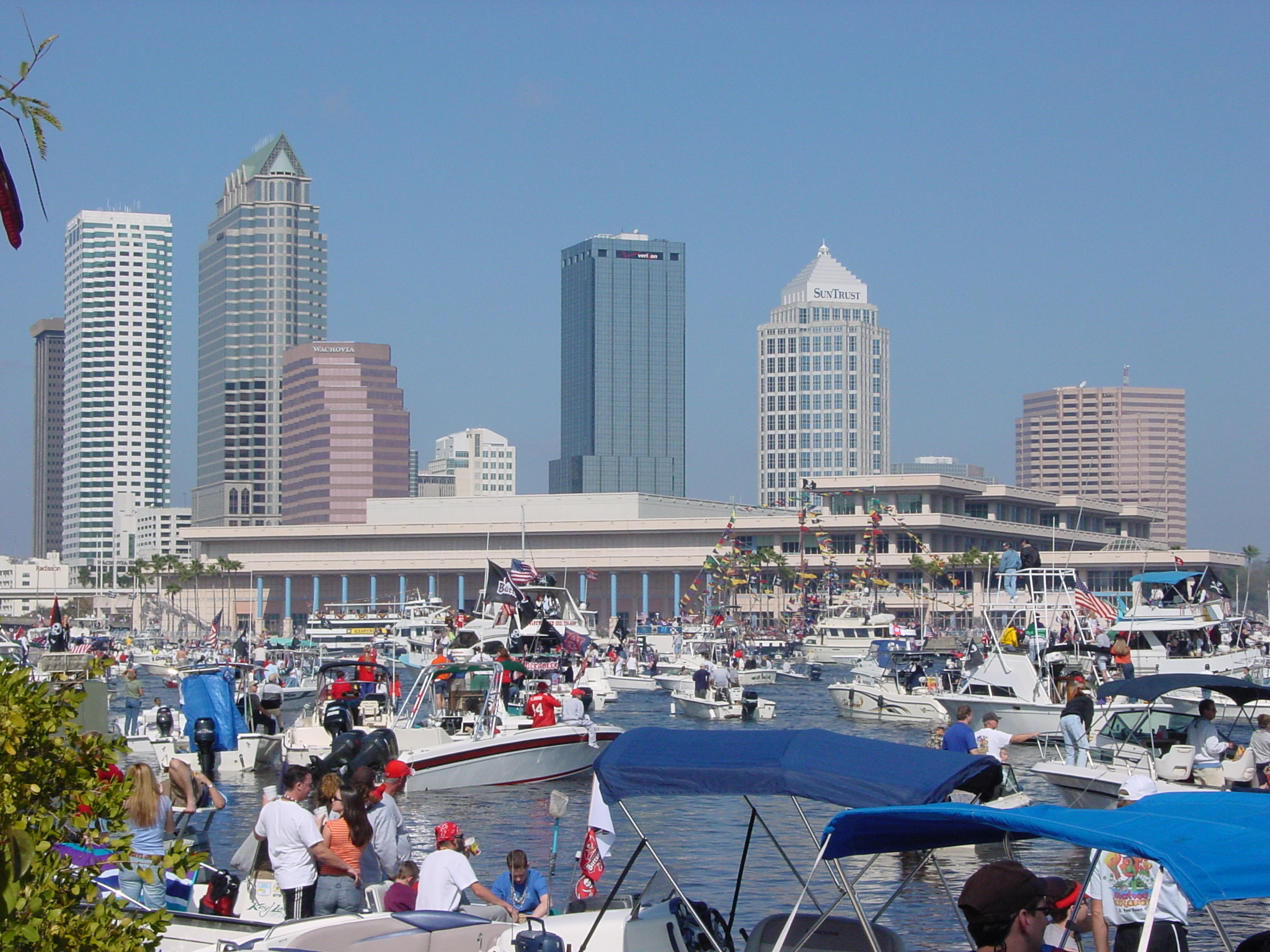
Le centre-ville de Tampa pendant le festival Gasparilla.

Il existe 165 parcs et plages dans les limites de la commune qui représentent une superficie totale de 925 hectares. Les deux principales plages de la ville sont Picnic Island et Ben T. Davis Municipal Beach. Il faut ajouter 42 autres répartis dans le comté d’Hillsborough pour une superficie totale de 28 000 hectares. Le Hillsborough River State Park se trouve juste au nord-est de Tampa, dans lequel il est possible de pratiquer de nombreuses activités sportives.
La ville compte de nombreux parcs à thèmes et d’attraction : Busch Gardens Tampa, Adventure Island (en), Lowry Park Zoo, Florida Aquarium, Fairyland Village et le musée des Sciences et de l'Industrie (en).
Le Florida Aquarium abrite quelque 4 300 espèces de plantes et d’animaux, dont 550 sont originaires de Floride.
Les principaux centres commerciaux sont : International Plaza and Bay Street, WestShore Plaza, University Mall, Westfield Brandon et Westfield Citrus Park. Hyde Park Village est connu pour son marché.

### Médias
Les principaux journaux de la ville sont le The Tampa Tribune et le Tampa Bay Times. La Gaceta est le seul journal en trois langues (anglais, espagnol et italien). Parmi les hebdomadaires, les journaux locaux et les magazines, on peut citer le Florida Sentinel Bulletin (qui vise la communauté Afro-américaine de Tampa), Creative Loafing, Reax Music Magazine, Tampa Bay Times, The Oracle, Tampa Bay Business Journal ou encore MacDill Thunderbolt. Centro Mi Diario est un journal gratuit en espagnol publié par The Tampa Tribune. Les principales chaînes de television sont WFTS 28 (ABC), WTSP 10 (CBS), WFLA 8 (NBC), WTVT 13 (FOX), WTOG 44 (The CW) et WTTA 38 (My Network TV).

### Églises

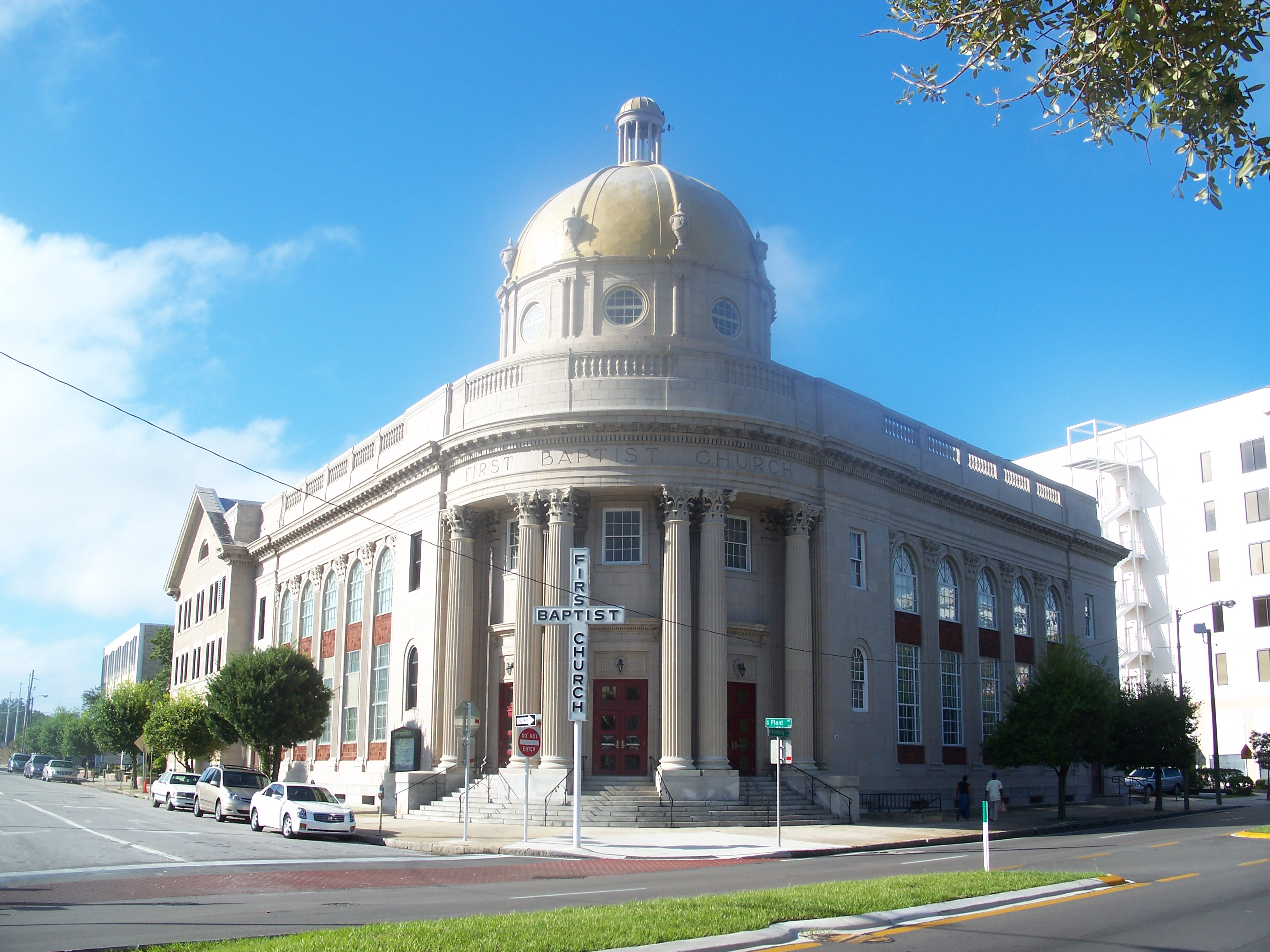
Tampa First Baptist Church.

La plus ancienne église de Tampa a été fondée par J.C. Lay en 1846 ; il s’agit d’une église méthodiste. Mais l’édifice le plus connu est la Sacred Heart Catholic Church qui ouvrit ses portes en 1905. La St. Paul A.M.E. Church fut fondée par le révérend Thomas W. Long en 1870 et est la plus ancienne congrégation afro-américaine de la ville. Les autres églises sont la Première Église presbytérienne (First Presbyterian Church), l’église catholique St. Patrick et Christ the King, l’église épiscopalienne St. Andrews et St. John.

## Sports

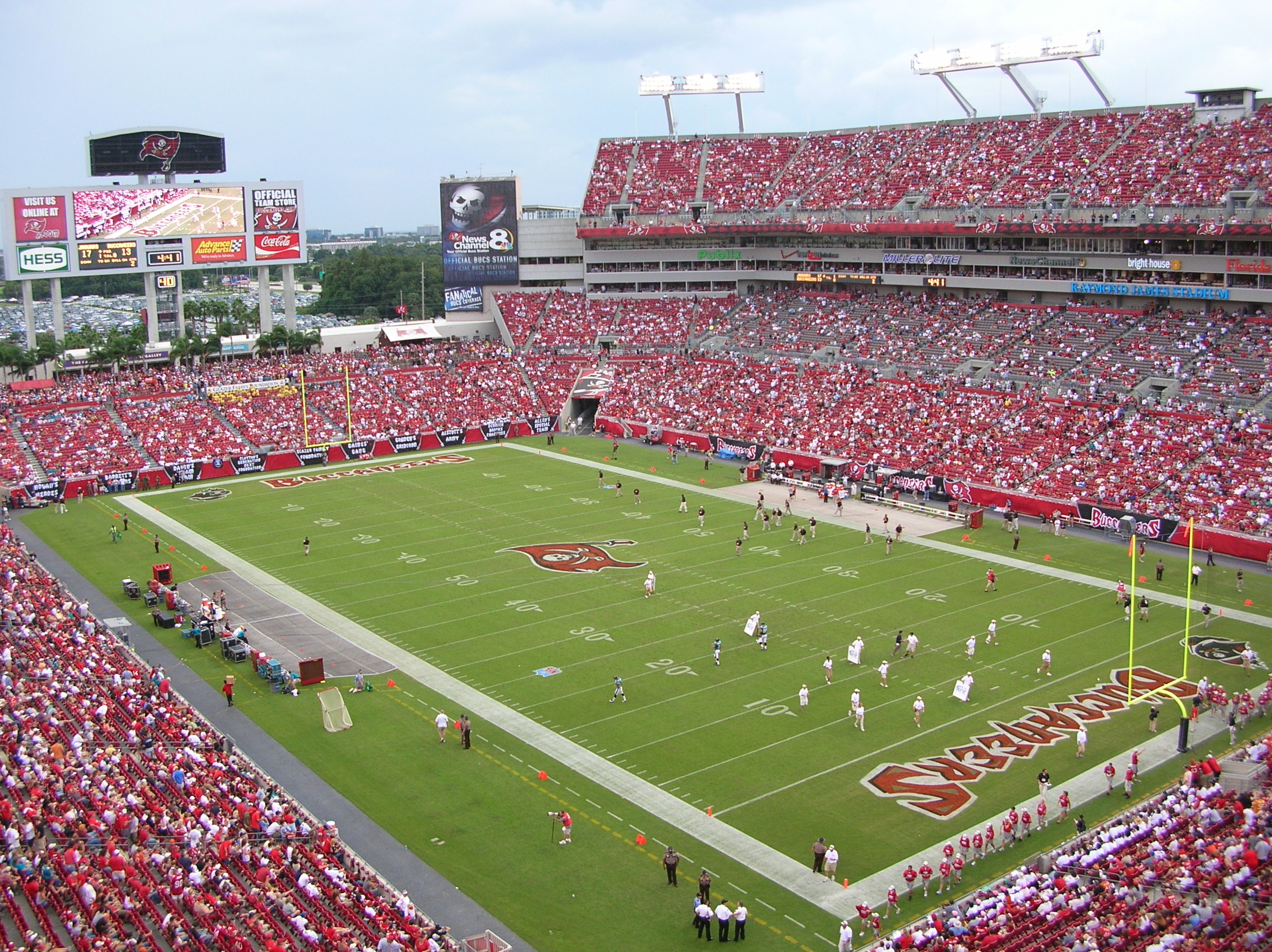
Raymond James Stadium.

Tampa est la ville où les superstars de la WWE Big Show,  Primo Colón, Jillian Hall, Kelly Kelly, Tyson Kidd et Natalya, John Cena et Nikki Bella habitent. Il s'agit également de la ville natale du catcheur Big E.
Tampa compte plusieurs équipes de sport qui évoluent dans les ligues professionnelles nationales : l'équipe de football américain de Tampa, les Buccaneers de Tampa Bay jouent en NFL, ont remporté le Super Bowl le 26 janvier 2003 contre les Raiders d'Oakland et le 7 février 2021 contre les Chiefs de Kansas City.
L'équipe de hockey, le Lightning de Tampa Bay a quant à elle gagné la coupe Stanley à la fin de la saison 2003-2004 contre les Flames de Calgary.
Le Storm de Tampa Bay joue au sein de l'Arena Football League. La franchise était à Pittsburgh, avant de venir à Tampa en 1991. L'équipe remporta son premier ArenaBowl la même année, puis réitéra son exploit en 1993, 1995, 1996 et 2003. Depuis 1997 elle joue dans le St. Pete Times Forum.
Tampa posa sa candidature pour accueillir les Jeux olympiques d'été de 2012, mais ce fut finalement New York qui fut retenue pour représenter les États-Unis.
Le sport universitaire compte également de nombreuses équipes : l'université du Sud de la Floride ouvrit un programme de football américain en 1998. Depuis 2001, les South Florida Bulls évoluent en Division I FBS en football américain. Les Bulls rejoignirent ensuite la Conference USA en 2003, la Big East en 2005 et depuis 2013 l'American Athletic Conference. Les Spartans de l’université de Tampa sont la plus ancienne association sportive de la ville et commencèrent à jouer en 1933. Ils appartiennent à la NCAA Division II dans la Sunshine State Conference (SSC). Ils remportèrent plusieurs titres en football masculine (1981, 1994, 2001), football féminin (2007), baseball (1992, 1993, 1998, 2006, 2007), golf (1987, 1988) et volley-ball (2006).
Les autres équipes sportives de Tampa sont : 
- Les Rays de Tampa Bay en Baseball (MLB).
- Les Rowdies de Tampa Bay en Football (USL).
- Les Bay Area Pelicans Rugby Football Club.
- Le Bay Area Krewe (rugby) qui jouent au Skyview Park.
- Les Terminators de Tampa Bay, en football feminin.

- Courses de chiens et de chevaux : Tampa Bay Downs and Turf Club, Tampa Greyhound Track (1933).
- Golf : Senior Professional Golfer's Association Tour's GTE Suncoast Classic.
- Sports liés à la mer : natation, voile, pêche, planche à voile.

## Jumelages
- Agrigente (Italie)
- Barranquilla (Colombie)
- Córdoba (Argentine)
- Granada (Nicaragua)
- Izmir (Turquie)
- Le Havre (France)
- Oviedo (Espagne)
- Camarines Sur (Philippines)
- Ashdod (Israël)